# Větrný park Fântânele
Větrný park Fântânele a Cogealac je park větrných elektráren vybudovaný v letech 2008-2012 firmou ČEZ v rumunské části historické oblasti Dobrudža ve vzdálenosti 17 km od Černého moře mezi obcemi Fântânele a Cogealac, přibližně 50 km severně od přístavu Constanța. V říjnu 2012 se výkonem 540 MW stala největší vnitrozemskou větrnou farmou v Evropě. Celkového instalovaného výkonu 600 MW dosáhl 22. 11. 2012.

## Turbíny
Skládá se z 240 turbín GE 2.5xl rozmístěných na ploše 12 x 6 km, z nichž každá má instalovaný výkon 2,5 MW. Jedná se o typ větrné elektrárny s výškou 100 metrů a průměrem rotoru 99 metrů. První etapa budovaná od roku 2008 se skládá ze 101 větrných generátorů a byla dokončena v roce 2010. První turbína byla spuštěna 1. června 2010.